# Resusci Anne

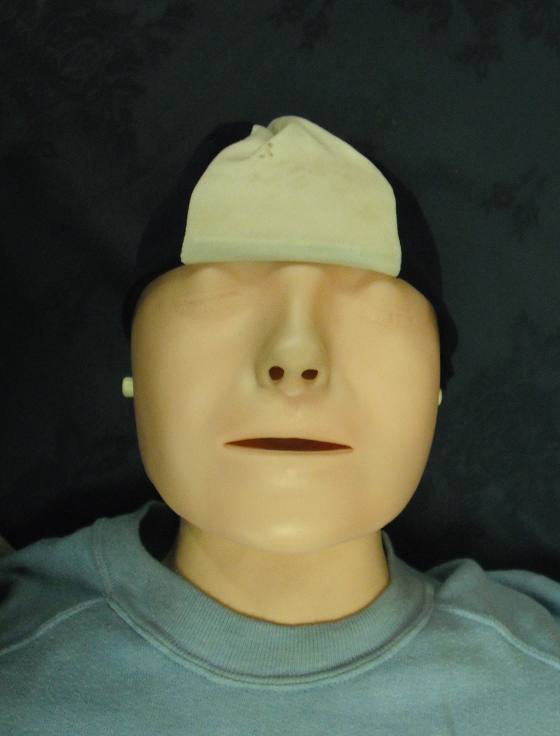
Resusci Anne

Resusci Anne («Воскреси Анну»), также Rescue-Annie или CPR-Annie — манекен, используемый в некоторых странах для обучения приёмам сердечно-лёгочной реанимации (CPR).
Прообразом манекена послужила широко известная посмертная маска неизвестной девушки, утонувшей в Сене в конце XIX века. Его создателем является норвежец Осмунн Лердал, владелец крупной фирмы игрушек.
В 1955 году Лердал спас жизнь своему утопавшему сыну, вовремя вытащив его из воды и сделав ему искусственное дыхание. Поэтому он охотно откликнулся, когда к нему обратились с заказом на манекен, необходимый для обучения технике сердечно-лёгочной реанимации. Лердал хотел придать манекену естественные черты; кроме того, он считал, что обучаемым будет приятнее работать с женским манекеном. Ему вспомнилась маска Незнакомки, висевшая в доме его бабушки и дедушки, и он решил придать манекену её черты. Манекен-тренажёр получил имя Resusci Anne («Воскреси Анну»). Подобные манекены широко используются при обучении спасателей методам реанимации — например, методу «рот-в-рот», в связи с чем утопленница получила неофициальный титул «самой целуемой девушки в мире».
Первоначально манекены были достаточно примитивными, однако прекрасно служили поставленной цели. Со временем модели усложнились и приобрели большую функциональность. Существуют разные разновидности Resusci Anne, служащие для различных целей, но все они отличаются большим правдоподобием. Согласно официальному сайту компании Laerdal, с 1960 года Resusci Anne использовалась при обучении оказанию первой помощи более чем 400 миллионов людей.
«Энни, с тобой всё в порядке?» (Annie, are you OK?) — припев хита Майкла Джексона «Smooth Criminal» — был навеян именем манекена.